# Enrique Beech
Enrique Beech (Manilla, 4 augustus 1920 – Parañaque, 14 november 2012) was een Filipijns voetballer en schietsporter. Hij had met name succes met kleiduivenschieten op het onderdeel trap.

## Biografie
Enrique Beech werd geboren op 14 augustus 1920 in de Filipijnse hoofdstad Manilla. Hij studeerde aan het Colegio de San Juan de Letran en San Beda College. Als student speelde Beech in het voetbalteam van Letran en San Beda. Na zijn afstuderen in 1936 speelde hij nog tot 1950 voor het Filipijns voetbalelftal, toen hij door een knieblessure zijn carrière moest beëindigen. Na een operatie, die werd betaald door de Philippine Amateur Athletic Federation, legde hij zich toe op de schietsport, omdat hij dacht daarin een betere kans te hebben op succes. Hij won een bronzen medaille op de Aziatische Spelen 1954 bij het kleiduivenschieten op het onderdeel trap. Twee jaar later werd hij uitgezonden naar de Olympische Spelen in Melbourne. Daar werd hij 24e in een veld van 32 deelnemers. Op de Aziatische Spelen van 1958 won hij opnieuw een bronzen medaille. In 1960 nam hij voor de tweede maal deel aan de Olympische Zomerspelen 1960. In Rome slaagde hij er niet in door de kwalificaties heen te komen. Na dit laatste toernooi was hij nog succesvol als golfer en werd hij nog seniorenkampioen.
Naast zijn sportcarrière werkte hij bij de vrachtafdeling van Philippine Airlines. Later had hij een reisbureau. Van 1990 tot zijn dood was hij adviseur voor de Philippine Sports Commission. In 2003 werd hij opgenomen in de San Beda Sports Hall of Fame. Hij overleed op 92-jarige leeftijd in zijn slaap in Parañaque.